# هارون مارشال إليوت
هارون مارشال إليوت (بالإنجليزية: Aaron Marshall Elliott)‏ هو باحث في الرومانسية وكاتب أمريكي، ولد في 24 يناير 1844 في كارولاينا الشمالية في الولايات المتحدة، وتوفي في 9 نوفمبر 1910 في بالتيمور في الولايات المتحدة.